# Natalja Jurjewna Michailowa

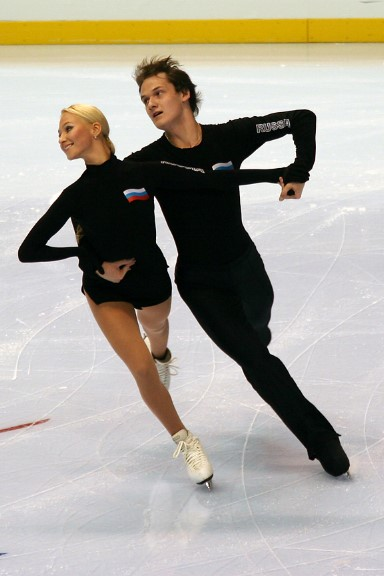
Michailowa/Sergejew bei Skate America 2006

Natalja Jurjewna Michailowa (russisch Наталья Юрьевна Михайлова; * 18. Juli 1986 in Moskau, Sowjetunion) ist eine russische Eistänzerin.
Im Jahr 1990 begann sie mit dem Eistanzen. Ihr früherer und derzeitiger Partner ist Arkadi Sergejew. Zunächst trainierten sie bei Xenia Rumianzewa und Peter Durnew, später bei dem früheren Eistanzweltmeister Alexander Schulin. Michailowa/Sergejew starteten für Worobiowje Gori. Ihr größter Erfolg war der Gewinn der Silbermedaille bei der Junioren-WM 2006.
Aufgrund einer langwierigen Verletzung Sergejews wechselte Michailowai im Jahr 2007 ihren Partner und startete fortan mit Andrei Maximischin. Sie trainierten ebenfalls bei Alexander Schulin. Zusammen wurden Michailowa/Maximischin Vierte der russischen Meisterschaften. Wegen Erfolglosigkeit und der Genesung Sergejews kehrte Michailowa jedoch zu ihrem ehemaligen Partner zurück, um zukünftig wieder gemeinsam zu starten.

## Erfolge
(wenn nicht anders erwähnt mit Sergejew)

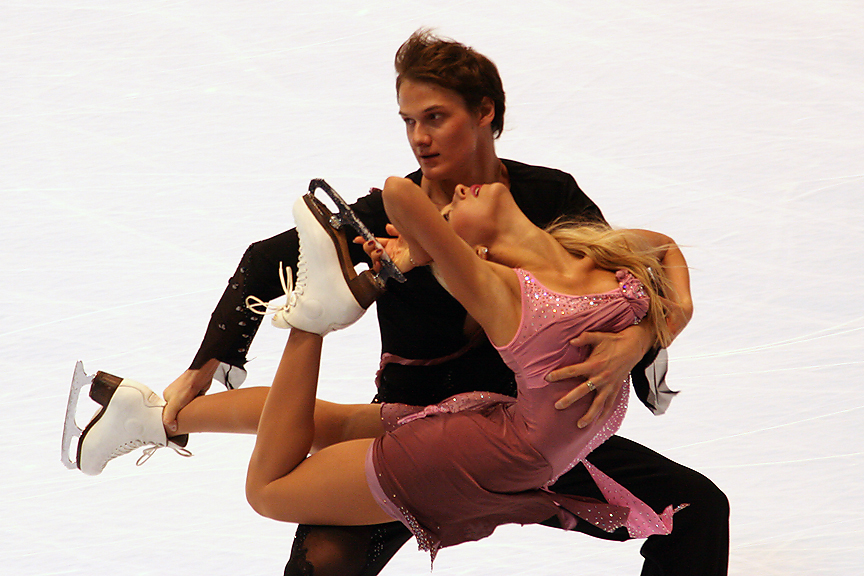
Ebenfalls Skate America 2006

### Juniorenweltmeisterschaften
- 2003 – 6. Rang
- 2004 – 4. Rang
- 2005 – 5. Rang
- 2006 – 2. Rang

### Russische Meisterschaften
- 2003 – 3. Rang (Junioren)
- 2004 – 1. Rang (Junioren)
- 2008 – 4. Rang (mit Maximischin)
- 2009 – 6. Rang